# Acanthocreagris sandaliotica
Acanthocreagris sandaliotica är en spindeldjursart som beskrevs av Giuliano Callaini 1986. Acanthocreagris sandaliotica ingår i släktet Acanthocreagris och familjen helplåtklokrypare. Inga underarter finns listade i Catalogue of Life.